# Tibellus pashanensis
Tibellus pashanensis es una especie de araña cangrejo del género Tibellus, familia Philodromidae. Fue descrita científicamente por Tikader en 1980.

## Distribución
Esta especie se encuentra en India.